# Нолькен, Карл Богуславович
Барон Карл Богуславович фон Нолькен (нем. Carl Friedrich von Nolcken; 1844—1913) — генерал-лейтенант в отставке русской императорской армии.

## Биография
Родился 25 июня (7 июля) 1844 года. Отец — майор Богуслав Станиславович фон Нолькен.
После окончания Московского университета 1 сентября 1866 года поступил в Константиновское военное училище, откуда в следующем году переведён Николаевское инженерное училище. В июле 1868 года был выпущен из него по 1 разряду подпоручиком в 4-й сапёрный батальон. В том же году переведён в лейб-гвардии сапёрный батальон; прапорщик с 6 марта 1870 года. В этом же году, не оставляя службу начал учиться в Николаевской инженерной академии; подпоручик с 28 марта 1871 года.
С 1875 года — младший офицер роты юнкеров в Николаевском инженерном училище; поручик с 13 апреля 1875 года. В декабре 1877 года был произведён в штабс-капитаны, в 1879 году стал командиром роты юнкеров в Николаевском инженерном училище; капитан с 1 апреля 1879 года. 
В период 1882—1891 годов был заведующим обучающимися в Николаевской инженерной академии; полковник с 17 апреля 1883 года. В 1891—1893 годах вновь — командир роты юнкеров Николаевского инженерного училища; был постоянным членом комиссии для изменения и усовершенствования учебных программ училища. 
В январе 1894 года он был назначен командиром 1-го военно-телеграфного парка,а в октябре того же года — командиром 1-го понтонного батальона. В сентябре 1897 года назначен командиром 18-го сапёрного батальона. С производством в генерал-майоры (20.12.1900) он был назначен командиром 5-го сапёрного батальона. Уволен в отставку с производством в генерал-лейтенанты 25 июня 1904 года.
Жил в Одессе и в 1913 году был назначен начальником сапёров Одесского военного округа. 
Умер в Одессе 10 (23) января 1913 года. Похоронен на 2-м христианском кладбище Одессы.

## Награды
российские
- орден Св. Станислава 3-й ст. (1876)
- орден Св. Анны 3-й ст. (1881)
- орден Св. Станислава 2-й ст. (1884)
- орден Св. Анны 2-й ст. (1888)
- орден Св. Владимира 4-й ст. (1891)
- орден Св. Владимира 3-й ст. (1894)
- орден Св. Станислава 1-й ст. (29.8.1904)

иностранные
- французский орден Почётного легиона 4-й ст. (1897)
- румынский орден Звезды 2-й ст. (1899)